# Francis Sullivan, 6. Baronet
Sir Francis William Sullivan, 6. Baronet, KCB, CMG (* 31. Mai 1834; † 13. Mai 1906) war ein britischer Seeoffizier der Royal Navy und zuletzt Admiral, der unter anderem zwischen 1876 und 1879 Oberkommandierender der Marinestation Kap der Guten Hoffnung und Westafrika (Commander-in-Chief, Cape of Good Hope Station and West Africa Station) war.

## Leben

### Familiäre Herkunft, Ausbildung und Verwendungen als Seeoffizier

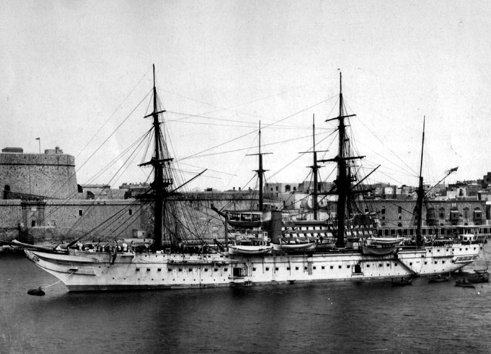
1866 wurde Captain Kommandant des Truppentransportschiffs HMS Tamar.

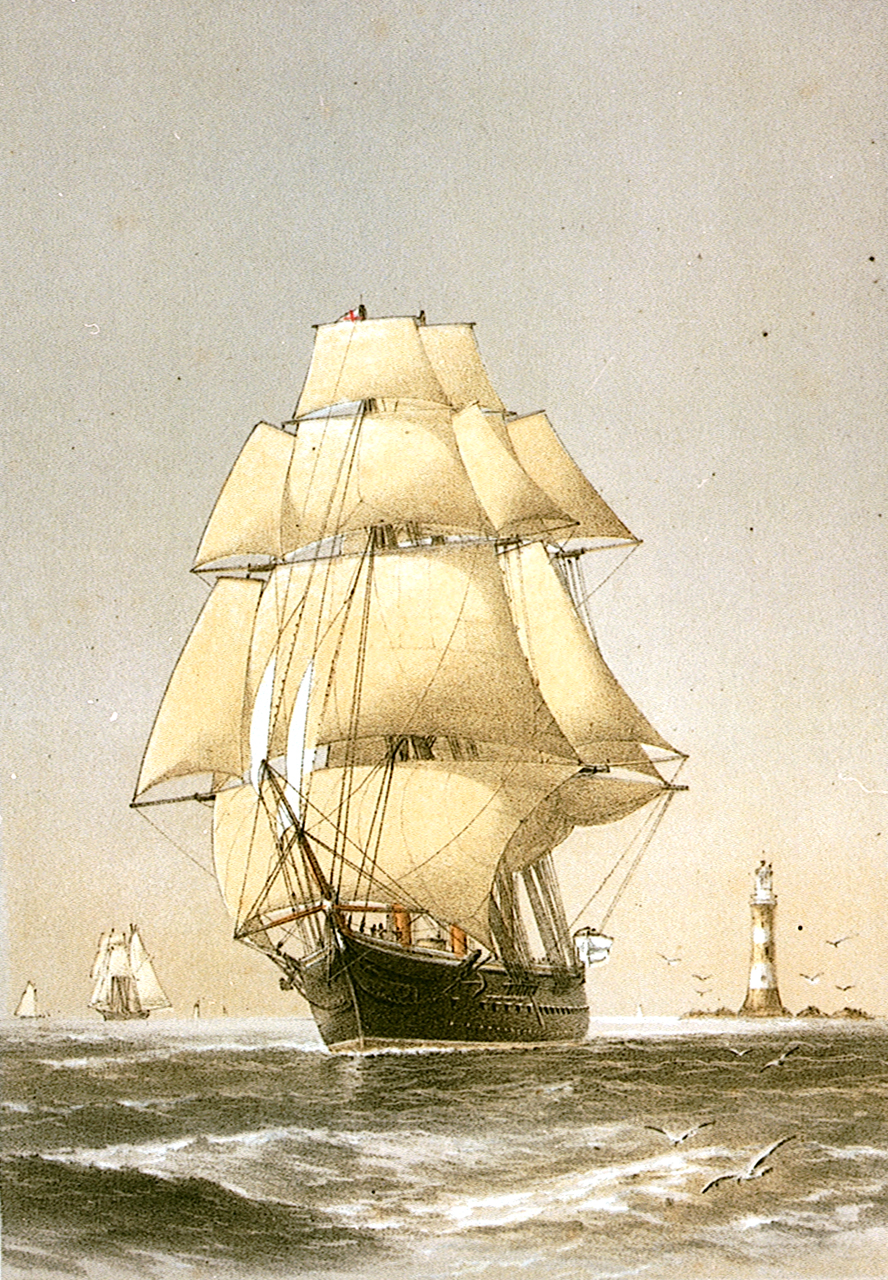
Commodore war zwischen 1876 und 1879 Kommandant der Korvette HMS Active.

Francis William Sullivan war das zweite von drei Kindern des Geistlichen Reverend Frederick Sullivan (1797–1873) und der Schriftstellerin Arabella Jane Wilmot Sullivan (1796–1839) sowie ein Enkel des Politikers Sir Richard Sullivan, 1. Baronet (1752–1806), der Mitglied des Unterhauses (House of Commons) war und 1804 zum 1. Baronet, of Thames Ditton in the County of Surrey, erhoben worden war. Seine ältere Schwester Barbarina Charlotte Sullivan († 1902) war die Ehefrau von Admiral Sir Frederick Grey (1805–1878), der unter anderem zwischen 1861 und 1866 Erster Seelord war.
Er selbst absolvierte eine Ausbildung zum Seeoffizier in der Royal Navy und wurde am 22. Februar 1856 zum Lieutenant befördert, woraufhin er unter dem Kommando von Arthur Parry Eardley Wilmot an Bord der zur Mittelmeerflotte (Mediterranean Fleet) gehörenden Sloop HMS Sphynx versetzt wurde. Nach seiner Beförderung zum Commander am 28. Juni 1859 war er vom 14. Dezember 1859 bis zum 30. Oktober 1861 Kommandant der Sloop HMS Greyhound, die ebenfalls zur Mittelmeerflotte gehörte. Während der Neuseelandkriege (1843 bis 1872) war er zwischen dem 24. Juni 1862 und dem 9. November 1863 Kommandant der zur Marinestation Australien (Australia Station) gehörenden Sloop HMS Harrier und erhielt am 9. November 1863 seine Beförderung zum Captain. Er wurde für seine Verdienste am 25. Februar 1864 zum Companion des Order of the Bath (CB) ernannt.
Am 4. Juli 1866 wurde Sullivan Kommandant des Truppentransportschiffs HMS Tamar. Er war ferner zwischen dem 15. März und dem 1. Dezember 1870 Kommandant der zum Kanalgeschwader (Channel Squadron) gehörenden Korvette HMS Volage sowie anschließend vom 1. Dezember 1870 bis zum 30. Oktober 1871 Kommandant der Fregatte HMS Immortalité, die 1871 Teil des sogenannten „Fliegenden Geschwaders“ (Flying Squadrons) wurde.
Er war ferner zwischen dem 1. März 1875 und 1876 Kommandant des Linienschiffs HMS Duke of Wellington, welches als Flaggschiff des Hafenadmirals der Marinebasis Portsmouth diente.

### Aufstieg zum Admiral und Baronet
Im Anschluss wurde Francis Sullivan als Commodore am 16. Oktober 1876 Nachfolger von Captain William Hewett als Oberkommandierender der Marinestation Kap der Guten Hoffnung und Westafrika (Commander-in-Chief, Cape of Good Hope Station and West Africa Station) und hatte dieses Kommando bis zum 17. März 1879 inne, woraufhin Captain Frederick Richards ihn ablöste. In dieser Funktion war er zeitgleich zwischen dem 16. Oktober 1876 und dem 17. März 1879 Kommandant der Korvette HMS Active. Er wurde darüber hinaus am 13. Januar 1877 Marineadjutant (Naval Aide-de-champ) von Queen Victoria sowie für seine militärischen Verdienste am 25. Mai 1878 zum Companion des Order of St Michael and St George (CMG) ernannt. Des Weiteren erfolgte am 30. Dezember 1878 seine Beförderung zum Rear-Admiral.
Am 27. November 1879 wurde er als Knight Commander des Order of the Bath (KCB) geadelt, so dass er fortan das Prädikat „Sir“ führte. Er übernahm zwischen dem 6. Dezember 1881 und dem 17. Oktober 1882 den Posten als Oberkommandierender des Freistehenden Geschwaders (Commander-in-chief, Detached Squadron) und wurde am 31. März 1885 zum Vice-Admiral sowie am 5. August 1890 zum Admiral befördert. Am 25. Februar 1892 schied er aus dem aktiven Militärdienst aus und trat in den Ruhestand.
Beim Tod seines Cousins Sir Edward Robert Sullivan, 5. Baronet (1826–1899), erbte er am 22. Juli 1899 dessen 1804 in der Baronetage of the United Kingdom geschaffenen Adelstitel als 6. Baronet, of Thames Ditton in the County of Surrey. Er war darüber hinaus zeitweilig Friedensrichter (Justice of the Peace) der Grafschaften Hertfordshire und Bedfordshire.
Aus seiner am 17. August 1861 geschlossenen Ehe mit Agnes Bell († 1917), deren Vater Sir Sydney Smith Bell (1805–1879) Oberster Richter der Kapkolonie war, gingen eine Tochter und zwei Söhne hervor, darunter der Geistliche Reverend Sir Frederick Sullivan (1865–1954), der nach seinem Tode 1906 den Titel als 7. Baronet erbte. Sein jüngerer Sohn Richard Sullivan (1866–1928) diente als Kapitän zur See ebenfalls in der Royal Navy und war der Vater von Sir Richard Benjamin Magniac Sullivan (1906–1977), der nach Tode des kinderlos verstorbenen Sir Frederick Sullivan 1954 den Titel als 8. Baronet erbte.